# Rabarberkvarteret
Rabarberkvarteret, også kendt som rabarberlandet er et udtryk for det kvarter på Nørrebro der afgrænses af Nørrebrogade, Stengade, Åboulevard og søerne. Blågårds Plads er det centrale samlingssted i kvarteret. Da området på et tidspunkt var meget fattigt, er udtrykket rabarberkvarter siden hen blevet et synonym for et område med tæt, fattigt og dårligt byggeri med store sociale problemer.
Området fik sit navn som følge af de mange gartnere, der producerede grøntsager, herunder rabarber, i området, endnu før voldene blev åbnet. Gartnerne boede alle tæt ved Blågård, der senere lagde navn til Blågårds Plads og Blågårdsgade.
Området har siden den første bebyggelse i 1852 været blandt de fattigste i København og var det første kvarter der gennemgik boligsanering (det man senere kaldte byfornyelse). Dette løste dog ikke de sociale problemer, og kvarteret er stadig blandt Københavns fattigste[kilde mangler].
Bydelen blev især berømt gennem forfatteren Christian Christensens erindringer fra sin barndom i området omkring århundredeskiftet 1900 "En rabarberdreng vokser op" (1961). Han boede på Nordvestvej, der senere kom til at hedde Rantzausgade.